# Chiến lược tiếp thị
Chiến lược tiếp thị là bước căn bản nhằm đạt được mục tiêu là tăng doanh số bán hàng và có một lợi thế cạnh tranh bền vững.Chiến lược marketing bao gồm tất cả các hoạt động cơ bản, ngắn hạn và dài hạn trong lĩnh vực marketing nhằm giải quyết các phân tích về một tình huống chiến lược mở đầu của công ty; lập công thức tính toán, đánh giá và lựa chọn các chiến lược tiếp thị phù hợp đến thị trường, tất cả đều nhằm một mục đích chung là tạo ra lợi nhuận cho công ty.

## Phát triển một chiến lược marketing
Quy trình thường bắt đầu với việc nghiên cứu các yếu tố vi mô và vĩ mô của một thị trường kinh doanh. Các yếu tố vĩ mô bao gồm công nghệ, kinh tế, văn hóa, chính trị và các khía cạnh pháp lý. Các yếu tố vi mô bao gồm khách hàng, nội tại doanh nghiệp, các trung gian marketing (các đại lý bán lẻ, phân phối, các công ty thực hiện dịch vụ phân tích thị trường, các trung gian thực hiện nhiệm vụ lưu thông sản phẩm và các công ty tài chính), đối thủ cạnh tranh và công chúng.Một khi thị trường đã được phân tích chi tiết và các mục tiêu đã được đặt ra thì một kế hoạch tiếp thị (chiến lược tiếp thị) sẽ được vạch ra nhằm đạt được các mục tiêu theo thời gian.Các kế hoạch tiếp thị có thể được kéo dài trong nhiều năm, với các kế hoạch nhỏ theo từng năm, tuy nhiên tốc độ thay đổi của thị trường hàng hóa là rất nhanh nên khung thời gian sẽ giới hạn hơn. Các chiến lược tiếp thị lý tưởng thường năng động và có tính tương tác, có phần được lên kế hoạch và có phần không được lên kế hoạch nhằm thúc đẩy các phòng/ban phản ứng một cách tích cực trước các sự thay đổi không được dự báo trước mà vẫn tập trung cho mục tiêu đã đề ra ban đầu; thông thường thì một khung thời gian rộng rãi được ưa chuộng.Có những giả định như giá trị vòng đời của khách hàng phục vụ cho các nhà tiếp thị trong việc thực hiện các phân tích "Nếu-Thì" - dự báo trước những chuyện có thể xảy ra dựa trên những hành động có khả năng xảy ra sẽ tác động như thế nào đến các biến số như doanh thu từng khách hàng và tỉ lệ rời bỏ thị trường.Những chiến lược đề ra thường là để chi tiết hóa cách điều chỉnh marketing mix (4P); những doanh nghiệp có thể sử dụng các công cụ như Marketing Mix Modeling (MMM) để điều phối nguồn lực khan hiếm dành cho các phương tiện truyền thông khác nhau cũng như doanh mục các nhãn hàng (brands' portfolio).Ngoài ra các doanh nghiệp còn có thể thực hiện các nghiên cứu về hiệu suất, phân tích khách hàng, phân tích về đối thủ cạnh tranh và phân tích thị trường mục tiêu.Một khía cạnh then chốt trong chiến lược marketing đó chính là việc thực hiện marketing theo đúng như tuyên ngôn sứ mệnh.
Không nên nhầm lẫn chiến lược marketing với nhiệm vụ và mục tiêu marketing.Ví dụ, mục tiêu của một doanh nghiệp có thể là chiếm lĩnh vị trí số một ở một phân khúc thị trường; nhiệm vụ của doanh nghiệp có thể là tuân theo đúng tuyên ngôn "phục vụ khách hàng với sự tự hào và trong sạch"; đối nghịch với mục tiêu và nhiệm vụ tiếp thị, một chiến lược tiếp thị sẽ định hướng cho doanh nghiệp để đạt được những mục tiêu đã đề ra bằng cách kiên định với các nhiệm vụ.Chiến lược tiếp thị được phân ra tùy theo loại thị trường.Một doanh nghiệp có tổ chức tốt ở một thị trường lâu đời sẽ có những chiến lược tiếp thị khác với một doanh nghiệp non trẻ.Kế hoạch marketing thường bao gồm giám sát, đánh giá quá trình và chuẩn bị cho những vấn đề bất ngờ nảy sinh.

## Sự đa dạng của chiến lược tiếp thị
Chiến lược tiếp thị có thể khác nhau tùy thuộc vào các đặc điểm nội tại riêng biệt của doanh nghiệp.Tuy nhiên có một số cách chính để phân loại các loại hình chiến lược chính được liệt kê như sau:
Chiến lược tiếp thị dựa trên sự thống lĩnh về thị trường - theo như chiến lược này thì doanh nghiệp được phân loại dựa trên thị phần chiếm giữ hoặc tính độc quyền trong một nền công nghiệp.Thông thường thì có bốn kiểu chiến lược thống lĩnh thị trường:
- Chiến lược người thống lĩnh (Leader).
- Chiến lược người thách thức (challenger).
- Chiến lược người theo dõi (follower).
- Chiến lược người bé nhỏ (nicher).

Theo như cuốn sách "Marketing Strategy: From the Origin of the Concept to the Development of a Conceptual Framework" (Chiến lược tiếp thị: từ nguồn gốc của khái niệm cho đến sự phát triển của một khuôn khổ mang tính khái niệm) của tác giả Eric Shaw (2012) thì có một khuôn khổ riêng của các chiến lược tiếp thị.
- Chiến lược giới thiệu thị trường

"Khi mới bắt đầu gia nhập thị trường, các nhà hoạch định chiến lược tiếp thị có hai nguyên tắc cơ bản để tuân theo: thâm nhập hoặc thu nhỏ quy mô" (trang 47)
- Chiến lược tăng trưởng thị trường

"Trong giai đoạn sơ khai của chiến lược tăng trưởng thị trường, nhà quản trị marketing có thể lựa chọn chiến lược bổ sung: bành trường phân khúc thị trường (Smith, Ansoff) hoặc bành trướng thương hiệu (Borden, Ansoff, Kerin and Peterson, 1978)" (48).
- Chiến lược phát triển theo vòng đời của thị trường

"Theo vòng đời của một thị trường, doanh số bán ra tăng trưởng chậm, ổn định dần và bắt đầu suy giảm.Trong những giai đoàn đầu của vòng đời thị trường, doanh nghiệp thông thường thực thi một chính sách ổn định (BCG) - doanh nghiệp duy trì một chiến lược marketing hỗn hợp ổn định" (trang 48)
- Chiến lược suy thoái thị trường

Ở một vài thời điểm, sự suy thoái trong doanh số bán hàng tiến lại gần và bắt đầu vượt chi phí.Chi phí ở đây không chỉ bao gồm các chi phí kế toán mà còn bao gồm các chi phí ẩn; theo như Philip Kotler (1965, trang 109) quan sát: "Không có báo cáo kế toán tài chính nào có thể bao gồm được các chi phí ẩn".Ở một vài thời điểm, với việc sụt giảm doanh số bán hàng và gia tăng chi phí, một chiến lược gặt hái có thể sẽ không còn phù hợp mà phải sang chiến lược từ bỏ. (trang 49)

## Những khái niệm ban đầu về chiến lược marketing hỗn hợp
- Khái niệm về marketing mix của Borden:

"Trong bài viết tiêu biểu về marketing mix mang tên Harvard Business Review (HBR) của Borden (1964), ông đã ghi công James Culliton vì vào năm 1948 James Culliton đã miêu tả rằng ban quản trị tiếp thị trong công ty là "người quyết định" và là "người trộn lẫn các yếu tố khác nhau".Borden dựa trên quan điểm này để đưa ra kết luận rằng việc phối hợp các "yếu tố" này được quyết định như thế nào sẽ hình thành nên marketing hỗn hợp.
- Khái niệm về chiến lược phân biệt hóa và phân khúc hóa của Smith:

"Trong quy trình dị biệt hóa sản phẩm, theo như Smith (1956, trang 5), một doanh nghiệp cố gắng gắn kết nguyện vọng của bên cầu với nguyện vọng của bên cung bằng cách phân biệt hoặc dị biệt một vài khía cạnh trong chiến lược marketing mix của doanh nghiệp đó so với các doanh nghiệp cạnh tranh.Trong một thị trường hoặc một phân khúc thị trường lớn mà ở đó sở thích của khách hàng gần như là giống nhau (hoặc tính không đồng nhất được bỏ qua, Hunt, 2011, trang 80) thì doanh nghiệp áp dụng chiến lược phân biệt và dị biệt hóa nhằm dịch chuyển đường tổng cầu sang bên phải (tăng Q với một mức giá P xác định) và giảm độ co giãn của đường cầu này (mức độ phản ứng trước các sự thay đổi về giá kém đi).Với chiến lược phân khúc hóa thị trường, một doanh nghiệp nhận ra rằng nó phải đối mặt với quá nhiều đường cầu khác nhau bởi vì nhu cầu của khách hàng lúc này là không đồng nhất và doanh nghiệp phải đi đến quyết định là chỉ phục vụ một phân khúc nhỏ xác định trong một thị trường lớn.
- Khái niệm về chiến lược tách biệt và thâm nhập thị trường của Dean:

"Với chiến lược tách biệt, một doanh nghiệp giới thiệu một sản phẩm được bán ra với mức giá cao và sau khi đã "tận thu" ở phân khúc thị trường có độ co giãn với giá kém nhất thì bắt đầu giảm giá dần dần theo kiểu bậc thang, mỗi một bậc giá tương ứng với một "cầu" hiệu quả từ khách hàng.Đối với chiến lược thâm nhập thị trường, một doanh nghiệp bán ra sản phẩm với mức giá thấp nhằm tăng doanh thu và nắm giữ nhiều thị phần, tuy nhiên cách này giảm biên lợi nhuận hơn là chiến lược tách biệt" (trang 37).

## Khái niệm về các chiến lược kết hợp
- Phân tích SWOT của Andrews:

"Mặc dù được sử dụng nhiều trong các chiến lược tiếp thị, phân tích SWOT (TOWS) có nguồn gốc bắt đầu từ chiến lược kết hợp.Khái niệm SWOT (không kể đến chữ viết tắt) là công trình của Kenneth R. Andrews - người được ghi ơn với bài: Business Policy: Text and Cases (Learned et al., 1965)" (41) ".
- Chiến lược tăng trường của Ansoff:

Lý thuyết được biết đến rộng rãi nhưng lại thường không được gán với cái tên của người sáng lập ra nó - Igor Ansoff chính là khái niệm về "thị trường - sản phẩm" (product - market).Khái niệm thị trường - sản phẩm chính là kết quả của việc Ansoff nhân ghép các sản phẩm sẵn có với một hoặc hai thị trường sẵn có bằng phép ma trận 2 x 2.
- Khái niệm về vòng đời sản phẩm của Forrester:

"Khái niệm về vòng đời sản phẩm không phải là một chiến lược tiếp thị, nó đưa ra một khung mẫu để doanh nghiệp có thể lựa chọn nhiều chiến lược thay thế khác nhau" (trang 38).

## Chiến lược cạnh tranh phổ quát của Porter
Chiến lược cạnh tranh phổ quát của Porter - một chiến lược dựa trên những chiều khác nhau của phạm vi và sức mạnh chiến lược.Phạm vi chiến lược thường đề cập đến sự thâm nhập thị trường trong khi sức mạnh chiến lược lại liên quan đến lợi thế cạnh tranh bền vững của doanh nghiệp.Cơ cấu của chiến lược cạnh tranh phổ quát (Porter 1984) bao gồm hai lựa chọn khác nhau tương ứng với hai tầm nhìn/phạm vi; bao gồm chiến lược dị biệt hóa và thống lĩnh thị trường bằng giá rẻ tương ứng với khía cạnh tập trung - mở rộng hoặc thu hẹp.
- Sự dị biệt hóa sản phẩm.
- Sự thống lĩnh về giá.
- Sự phân khúc thị trường.

## Chiến lược về sự sáng tạo
Chiến lược về sự sáng tạo giải quyết tỉ lệ sản xuất hàng hóa mới của doanh nghiệp và những sáng tạo trong việc tạo dựng hình mẫu kinh doanh (business model).Ngoài ra chiến lược này cũng trả lời cho câu hỏi liệu doanh nghiệp có đang nắm giữ lợi thế vượt trội về công nghệ và sáng tạo trong kinh doanh hay không.Có ba loại chiến lược về sự sáng tạo:
- Người đi tiên phong.
- Người theo sát.
- Người chậm chạp.

## Chiến lược về sự tăng trưởng
Chiến lược về sự tăng trưởng trả lời cho câu hỏi "Doanh nghiệp nên tăng trưởng như thế nào ?" và có rất nhiều cách để trả lời câu hỏi này nhưng thông thường có bốn cách trả lời chính:
- Liên kết theo chiều dọc.
- Liên kết theo chiều ngang.
- Đa dạng hóa.
- Tăng cường hóa.

Bốn cách tăng trưởng trên đều có liên hệ với nhau.Liên kết theo chiều ngang là khi một công ty lựa chọn mở rộng bằng cách mua lại các công ty khác cùng chức năng trong một chuỗi cung ứng.Liên kết theo chiều dọc là khi một công ty muốn đảm nhận nhiều khâu trong chuỗi cung ứng hoặc mua lại các công ty đảm nhận việc này.

## Sự phân loại chiến lược của Raymond Miles
Vào năm 2003, Raymond Miles giới thiệu một tài liệu trong đó ghi rõ sự phân loại chiến lược marketing (Miles, Raymond (2003). Organizational Strategy, Structure, and Process. Stanford: Stanford University Press. ISBN 0-8047-4840-3):
- Người thăm dò.
- Người phân tích.
- Người phòng thủ.
- Người phản ứng.
- Chiến lược tiến hành chiến tranh tiếp thị - một chiến lược miêu tả sự tương tự của một chiến lược quân sự với một chiến lược tiếp thị.

Các doanh nghiệp sử dụng ma trận kinh điển tăng trưởng - thị phần của Boston Consulting Group để phân loại các SBU (Strategic Business Unit - đơn vị kinh doanh chiến lược).Ở trục tung thể hiện mức tăng trưởng cao hay thấp và ở trục tung cũng tương tự chỉ khác ở đơn vị xét đến là thị phần nắm giữ.Có bốn loại SBU được thể hiện như sau:
- Ngôi sao: những sản phẩm có mức tăng trưởng và thị phần cao, tuy nhiên đòi hỏi nhiều chi phí đầu tư và cải tiên; dần hồi các ngôi sao sẽ trở thành những con bò sữa.
- Con bò sữa: những sản phẩm có mức tăng trưởng thấp nhưng thị phần cao và không đòi hỏi nhiều chi phí đầu tư; do đó chúng trở thành nguồn cung cấp vốn chính để phát triển những dấu chấm hỏi thành những ngôi sao.
- Dấu chấm hỏi: những sản phẩm có mức tăng trưởng cao nhưng thị phần nắm giữ thấp và đòi hỏi nhiều chi phí để gia tăng thị phần (chưa kể đến việc mở rộng thị trường).Các doanh nghiệp nên xem xét và cân nhắc việc phát triển những dấu chấm hỏi thành ngôi sao hay bỏ mực chúng trở thành chó mực.
- Chó mực: những sản phẩm có mức độ tăng trưởng thấp và thị phần nắm giữ thấp; những sản phẩm này sinh lời chỉ đủ để duy trì quy trình sản xuất chứ không đem lại chút lợi nhuận nào cho doanh nghiệp; doanh nghiệp nên xem xét áp dụng chiến lược từ bỏ đối với các sản phẩm chó mực này.

## Những hình mẫu chiến lược
Những người tham gia tiếp thị thường sử dụng những hình mẫu chiến lược và công cụ phân tích để đưa ra quyết định marketing.Khi bắt đầu thực hiện một phân tích mang tính chiến lược, 3C (Customer - Competitor - Corporation / Khách hàng - đối thủ cạnh tranh - tổ chức) có thể được áp dụng nhằm hiểu một cách khái quát về thị trường.Mô hình 4P (Product - Price - Promotion - Place / Sản phẩm - Giá cả - Chiêu thị - Địa điểm) có thể được tận dụng nhằm định hình một chiến lược mang tính định hướng hơn.MMM (Marketing Mix Modelling - Tạo hình mẫu marketing hỗn hợp) được sử dụng nhằm mô phỏng các chiến lược khác nhau liên quan đến mô hình 4P.Giá trị vòng đời của khách hàng (CLV - Customer Lifetime Value) cũng giúp mô phỏng những ảnh hưởng lâu dài của việc thay đổi mô hình 4P ví dụ như tỉ lệ rời bỏ thị trường hay tính lợi nhuận của việc thay đổi giá cả.Tuy nhiên, mô hình 4P đã được mở rộng thành 7P hoặc 8P để giải quyết đặc thù khác nhau của dịch vụ.
Có rất nhiều công ty, đặc biệt là các công ty thuộc nhóm CPG (Consumer Package Goods - các sản phẩm tiêu dùng được đóng gói), áp dụng triết lý vận hành việc kinh doanh của mình xoay quanh người tiêu thụ, người bán hàng và các đại lý bán lẻ.Các bộ phận tiếp thị của các doanh nghiệp này dành thời gian tìm kiếm các cơ hội tăng trưởng ở các khách hàng tiêu dùng, người bán hàng và đại lý bán lẻ mục tiêu bằng cách xác định các yếu tố liên quan về hành vi và tư duy.Những cơ hội phát triển này nổi lên từ các sự thay đổi ở xu hướng thị trường, sự năng động của các phân khúc thị trường, sự phát triển của các nhãn hiệu nội và cả những thử thách trong việc tổ chức kinh doanh.Ban tiếp thị sau đó có thể lựa chọn ưu tiên những cơ hội tăng trưởng nào và bắt đầu phát triển các chiến lược để khai thác các cơ hội này, bao gồm việc tạo lập sản phẩm mới cũng như các thay đổi về mô hình 7P (Price - Place - Promotion - Product - Physical Evidence - People - Process).

## Tiếp thị đời thực
Tiếp thị đời thực chủ yếu xoay quanh những điều thường thức, giải quyết một số ít các tác nhân, trong một môi trường mà thông tin không hoàn hảo và nguồn lực khan hiếm được phức tạp hóa lên bởi sự không chắc chắn cũng như khung thời gian hạn chế.Việc sử dụng các chiến lược marketing cổ điển trong những trường hợp này là cục bộ và không đồng đều.
Các nhà quản trị tiếp thị dành phần lớn thời gian sử dụng trực giác và kinh nghiệm để phân tích cũng như đối phó với các tình huống phức tạp và độc nhất mà doanh nghiệp đang phải đối mặt trong hoàn cảnh là không có các giả định để đơn giản hóa vấn đề.Những quyết định tiếp thị thường được biết đến như những quyết định "bạo gan" dựa trên kinh nghiệm và quá trình thẩm thấu các hiểu biết về khách hàng.Những quyết định mang tính "bản năng" này đôi khi còn được gọi là "marketing thô" nhằm phân biệt với marketing lý thuyết và giả định được hoạch định bởi các nhà lý thuyết học.
Một chiến lược của tổ chức liên kết tất cả các mục tiêu lại để hợp thành một kế hoạch mang tính bao hàm.Một chiến lược tiếp thị tốt nên được hoạch định từ những nghiên cứu thị trường nhằm đạt được lợi nhuận cao nhất và duy trì công việc kinh doanh.Vì vậy có thể nói một chiến lược marketing chính là khởi nguồn của một kế hoạch marketing.